# Робърт Райш
Робърт Бернарт Райш (на английски: Robert Bernard Reich, р. на 24 юни 1946 г.) е американски политически икономист, университетски професор, автор на книги и политически коментатор в медиите.
Служи в 3 правителства – на президентите Форд, Картър и Бил Клинтън като секретар на труда от 1993 до 1997 г.
Образованието си получава в Колежа Дартмут, Оксфордския университет и Йейлския университет. Определян е като един от най-добрите американски политически икономисти.
Понастоящем е професор по публична политика към Училището по публична политика „Голдман“ към Калифорнийския университет в Бъркли. Той е и бивш професор към Харвардския университет и професор по Социална и икономическа политика към Университета Брандайс. Бил е също редактор на „Ню рипъблик“, „Американ проспект“ (главен редактор и един от основателите), „Харвард бизнес ривю“, „Атлантик“, „Ню Йорк Таймс“ и „Уолстрийт джърнъл“.
Райш е политически коментатор на телевизионни предавания, сред които Хардбол с Крис Матю, Седмицата с Джордж Стефанополис, предаването на CNBC Къдлоу и компания. През 2008 г. списание „Тайм“ го вижда като част от класацията си за десетте най-успешни членове в американски правителства за столетието, а „Уолстрийт джърнъл“ го поставя на шесто място в своята класация топ 10 на най-влиятелните бизнес мислители.
Автор е на 14 книги, сред които бестселъри като Трудът на нациите, Причината, Суперкапитализъм и Афтършок: Следващата икономика и американското бъдеще. Също така е председател на Common Cause и списва собствен блог в областта на политическата икономия.

## Биография

### Образование и първи успехи в кариерата
Райш е роден в Скрантън, Пенсилвания. Началното си образование получава в гимназия „Джон Джей“ в Крос Ривър, Ню Йорк. Постъпва и в Колежа Дартмут като завършва с отличие бакалавърска степен през 1968 г. и печели стипендия „Роудс“, за да следва Философия, политика и икономика в Оксфорд.
От 1973 до 1974 г. работи като сътрудник на Франк М. Кофин, главен съдия в Американския апелативен съд на първа инстанция, а от 1974 до 1976 г. е помощник на заместник-министъра на правосъдието Робърт Борк. През 1977 г. президентът Картър го назначава за директор на Службата за планиране и политики към Федералната търговска комисия.
От 1980 до 1992 г. Райш преподава в Харвардския университет към Училището за управление „Кенеди“, където пише серия от книги и материали, включително Следващата американска граница и Трудът на нациите. Бил Клинтън лансира идеите на Робърт Райш в предизборната си кампания през 1992 г. и след избирането му, кани Райш да оглави икономическия му екип. Така Райш става част от правителството като Секретар по труда. По време на своя мандат той въвежда Закона за семейството и отпуските по болести, който успешно налага и увеличаването на минималното възнаграждение, успешно лобира и за Акта за преминаването от училище към работа и стартира брой обучителни програми за работа.
В допълнение Райш използва офиса, за да насочи вниманието на американците към работни места, продиктувани от международните промени. Той се аргументира с това, че държавата осигурява повече възможности за трудещите се към научаването на по-технологични методи и предположението за свиване в разликата на средната класа по отношение на неумеещи и високоумеещи работници.

### След администрацията на Клинтън
През 1996 г., между преизбирането на Клинтън за втори мандат и стъпването му в длъжност, Райш решава да напусне правителството и да прекара повече време със синовете си. Обобщава придобития си опит от работата в правителството на Клинтън в книгата Заключен в кабинета.
Приема поканата за професор в Университета Брандайс, като води курсове и за бакалаври. През 2003 г. е избран от студентите за Професор на годината.
През 2002 г. се кандидатира за губернатор на Масачузетс. Публикува книга, обвързана с кампанията – Ще бъда кратък. Райш е първият демократ от голяма политическа величина, който се обявява в подкрепа на еднополовите бракове. Подкрепя абортите и строго осъжда смъртното наказание. Екипът му за кампанията е съставен главно от студентите му от Университета Брандайс. Кампанията разчита на малък фонд, така че класирането му на второ място от общо 6 кандидата с общо 25% от вота е изненада за мнозина коментатори (I'll Be Short).
През 2003 г. е награден с престижната награда на фондацията VIZE 97 на Вацлав Хавел за неговите трудове в областта на икономиката и политиката.
През 2004 г. публикува Причината: Защо демократите ще спечелят битката за Америка – книга за това как либералите могат да аргументират убедително позициите си в страна, доминирана от радикалните консерватори.
В допълнение към професионалните му роли той е и седмичен участник в Американската публична медия, Общественото радио и радиопредавания като Пазарът и редовен колумнист в Американ проспект, списание, на което и е съосновател през 1990 г.
В началото на 2005 г. са съществували известни спекулации, че Райш би потърсил още веднъж подкрепата на Демократите по отношение на изборите за губернатор на Масачузетс.
На 1 януари 2006 г. става един от преподавателите на Училището за политика „Голдман“ към Калифорнийския университет в Бъркли. От тогава води популярни курсове, наречени Богатство и Бедност. В допълнение Райш е също така и член на Настоятелството на Центъра за развиващите се икономики „Блум“ при Калифорнийския университет в Бъркли. Центърът се фокусира в намирането на решения на кризи и екстремни нива на бедност и бедствия в развиващия се свят.
Две години по-късно е публикувана книгата му Суперкапитализъм: Трансформацията на бизнеса, демокрацията и всекидневния живот. В нея той защитава тезата, че корпорациите трябва да се фокусират върху това да произвеждат по-добри продукти и услуги и да стоят настрана от политиката.
През първичните избори от 2008 г. Райш публикува статия, остро критична по отношение привържениците на Клинтън в отговор на атаките на Бил Клинтън срещу Обама. Райш ги определя като неоснователни. На 18 април 2008 г. одобрява избирането на Барак Обама за президент на Съединените щати. На 3 април 2009 г. коментира публикуването на Ю6 относно заетостта, които посочват, че САЩ се намира в депресия.
През септември 2010 г. е публикувана книгата му „Афтършок: Следващата икономика и бъдещето на Америка“.
Води блог за политика – www.robertreich.org.

## Политически и философски идеи
В интервю за Ню Йорк Таймс той изказва следното твърдение: „Не вярвам в разпределението на богатството за нуждата от самото разпределение. Но аз съм убеден в това как може да си позволим да плащаме за това, от което има нужда нацията.“
В отговор към въпроса какво би препоръчал на предстоящия президент по отношение на правилна и устойчива печалба и разпределение на благата Райш казва: „Увеличаване на приходите от данъчни постъпления – добавки за хората с ниски доходи и по-висок данък общ доход достигайки до максималните 5%. В по-дългосрочен план инвестиране в образование за хората с по-ниска финансова възможност, като се започне от образование в ранна детска възраст и продължи до пътя за по-добър достъп за следгимназиално образование.“